# 伴竜男
伴 竜男（とも の たつお）は、平安時代の初期から前期にかけての貴族。官位は従五位上・上総介。
地方官を歴任するが、国司としての施政は強圧的で、たびたび非行を繰り返したが都度赦された。

## 出自
系譜ははっきりせず、名の類似性から大納言・伴善男と兄弟とみなして参議・伴国道の子とする説や、大和守・大伴稲公の孫にあたる民部少輔・大伴久米主の子とする系図がある。

## 経歴
承和13年（846年）従五位下・紀伊守に叙任される。2年後の承和15年（848年）に紀伊国在田郡が人口増加により上郡に昇格しているが、国守であった竜男の功績と考えられる。しかしこの後、現地の豪族であった国造・紀高継と対立し、感情にまかせて兵を発して高継を捕らえる。さらに、竜男は高継の国造職を解任して、代わりに紀福雄を疑補（正式な任官に先立つ仮任用）する紀伊国符を太政官に提出した。一方で、紀伊掾・林並人が急遽上京し、竜男が武装した従者を紀伊国内の各方面へ出動させて乱暴な振る舞いをさせており、諫めても聞き入れられないことを太政官に上申した。結局、国守の権限外の国造解任を実行したことが問題視され、竜男は紀伊守を解任された。翌嘉祥3年（850年）3月に仁明天皇の危篤に伴う恩赦が行われ、竜男は罪を赦されて放免されている。
仁寿元年（851年）3月仁明天皇の御忌斎会で検校購読二師房司を務め、仁寿2年（852年）には弾正少弼に任ぜられて、官界に復帰した。
仁寿4年（854年）正月に従五位上・越後守に叙任され、再び地方官を務める。越後守在任中、国書生の物部稲吉が竜男の官物横領を太政官に訴え出たところ、竜男は従者の公弥侯広野に命じて稲吉を撲殺させた。天安2年（858年）竜男はこの殺人の罪で獄に下されたが、刑部省は恩赦があったという理由ですぐに放免してしまった。この処分はさすがに問題視され、貞観元年（859年）になって再度調査を行うべき事案として太政官論奏が行われた。しかし、清和天皇の詔があり、時がたてば人も変わるという理由で、当初の放免は認められた。殺人という重罪にもかかわらずはっきりしない理由で赦されており、恩赦としては過度のものと考えられるため、当時民部卿の官職にあった伴善男による弁護があったことが想定される。
貞観2年（860年）上総介に任じられるが、上総国は親王任国のため竜男が実質的な長官となった。竜男は着任すると、交替の際に官物が多く欠けていたとの理由で、前上総介・和豊永を禁固した。豊永は冤罪を訴え、貞観4年（862年）3月に太政官は竜男に対して禁固をやめさせている。以後、竜男について知られることはない。
なお、応天門の変で伴善男が失脚したのは、これより4年後の貞観8年（866年）のことであった。

## 官歴
『六国史』による。
- 時期不詳：正六位上
- 承和13年（846年） 正月7日：従五位下。正月13日：紀伊守
- 嘉祥2年（849年） 閏12月21日[9]：停紀伊守
- 嘉祥3年（850年） 3月18日：放免
- 嘉祥4年（851年） 2月13日：検校購読二師房司（仁明天皇御忌斎会）
- 仁寿2年（852年） 11月7日：弾正少弼
- 仁寿4年（854年） 正月7日：従五位上。正月16日：越後守
- 天安2年（858年） 閏2月22日：下獄（書生物部稲吉故殺）、間もなく放免
- 貞観2年（860年） 2月14日：上総介